# اسماعیل حمایدات
اسماعیل حمایدات (انگلیسی: Ismail H'Maidat؛ زادهٔ ۱۶ ژوئن ۱۹۹۵) بازیکن فوتبال اهل مراکش است.
از باشگاه‌هایی که در آن بازی کرده‌است می‌توان به باشگاه فوتبال آ.اس. رم، باشگاه فوتبال ویچنزا، باشگاه فوتبال آسکولی، باشگاه ورزشی اولهاننزه، و باشگاه فوتبال برشا اشاره کرد.
وی همچنین در تیم‌های ملی فوتبال زیر ۲۳ سال مراکش و مراکش بازی کرده‌است.